# Die Verlierer
Die Verlierer sind eine 2020 gegründete Berliner Punk- und Post-Punk-Band.
Bandmitglieder sind Lorenz O’Tool (Gesang, Gitarre, Bass), Oska Wald (Gesang, Gitarre, Bass) und Jiles (Schlagzeug) sowie Hannes (Gesang) und Jonas Patrone (Gesang, Gitarre, Bass).

## Geschichte
Die Verlierer wurden 2021 während der Corona-Pandemie gegründet. Der Gründung vorausgegangen war ein Konzert im Februar 2020, für das die Bands Chuckamuck (gegründet 2007) und Maske (gegründet 2017) gemeinsam Songs einübten. Dabei stellten sie fest, dass sie gut harmonieren, und einige der Mitglieder formierten Die Verlierer. Die unterschiedlichen Arbeitsweisen der beiden „Stammbands“ ergänzten sich positiv. Bisherige Aufnahmen wurden in Eigenregie im Studio von Lorenz O’Tool in Ringenwalde in der Uckermark eingespielt. Sie sind bei Mangel Records erschienen, einem für die jüngere Post-Punk-Szene wichtigen Label aus Berlin.
Die Mitglieder von Die Verlierer arbeiten parallel auch mit diversen anderen Musikern zusammen. So veröffentlichte Chuckamuck seit 2020 fünf weitere eigene Tonträger, zuletzt 2022. Oska Wald spielte mit King Khans Tochter Saba Lou zusammen, gestaltet Artworks und zeichnet Comics. Maske arbeiten im Dunstkreis der Post-Punk-/Synth-Wave-Band Schwund, Jonas Patrone spielte zudem in der Noise-Rock-Band Hello Pity.
Im Jahr 2025 spielen Die Verlierer diverse eigene Konzerte in Deutschland, Österreich, Niederlande, Polen, Ungarn und treten daneben in Deutschland als Vorgruppe von den Beatsteaks und Iggy Pop auf. Iggy Pop habe seinem Management zufolge Die Verlierer persönlich als Opening Act vorgeschlagen. Laut einem Interview bei Radio Eins am 15. Mai 2025 war die Band von dem Booking völlig überrascht. Sie erklärten, während der Aufnahmen zu dem 2024 veröffentlichten Album Notausgang viel Musik von den Stooges gehört zu haben. Tatsächlich seien Iggy and the Stooges bei diesem Album eine große Inspiration gewesen.

## Stil
Insgesamt orientiert sich der Sound an der Anfangszeit des Punk, während er gleichzeitig als topaktuell und authentisch wahrgenommen wird. Die Songs werden von vier verschiedenen Bandmitgliedern komponiert und getextet (Oska, Hannes, Lorenz, Jonas), was eine deutliche Diversität der einzelnen Stücke hervorbringt. So erinnert Mann im Mond an den Post-Punk von Messer. Die Stücke sind teilweise kurz oder entwickeln sich aus längeres Intros, während sich der Sound des noisigen Into A über mehr als 11 Minuten ausbreitet. Jeder singt die eigenen Songs, was eine hohe Glaubwürdigkeit der Songs und ihrer Texte erzeugt. Bretford Records beschrieb das erste Album Die Verlierer als „spontan genial, roh und wild, aber nicht falsch destroyed oder funpunk“.
Die deutschen Texte beschäftigen sich mit aktuellen Themen wie Wohnungsnot, Ukraine-Krieg, Klimakollaps, Krise der (Sub-)Kultur oder behandeln zeitlosere Themen wie Konsum, Biederkeit, Gleichgültigkeit, etwa in Plastic Life. Im zweiten Albums Notausgang geht es um „Ohnmacht, Suche, Einsamkeit, Exzess, Gentrifizierung, der schleichende Rechtsruck der Gesellschaft – und deren Konsequenzen auf die Seele.“
Virginie Varlet schreibt zum zweiten Album: „Die Macht dieses Albums liegt in seiner Fähigkeit, die aufkommende Depression zu transzendieren und den Zuhörer ganz und gar mitzunehmen. Anstatt dass Du Dir eine Kugel verpassen willst, wird ‚Notausgang‘ Dich dazu bringen, es auf Repeat zu hören, und selbst wenn du nichts verstehst, weil du kein Deutsch sprichst, wird die Musik Dich mitreißen.“
„Das Artwork vermittelt etwas Zeitloses, darauf ist die Band auf einem Schwarzweißfoto in feinem Zwirn zu sehen, alte Ska- oder Beatplatten kommen einem in den Sinn. Die D.I.Y.-Ästhetik, die viele der jüngeren Berliner Punkbands aktuell nutzen, bedienen sie da ganz bewusst nicht. Sie wollen von ihren Stammbands unterscheidbar sein.“

## Diskografie

### Alben
- Die Verlierer (11. März 2022, Mangel Records)
- Notausgang (14. Juni 2024, Mangel Records)

### Singles
- Mann im Mond (2022)
- Notausgang (2024)